# Marcos Daniel
Marcos Diniz Daniel (* 4. července 1978, Passo Fundo, Brazílie) je brazilský profesionální tenista. Ve své dosavadní kariéře nevyhrál na okruhu ATP World Tour žádný turnaj. Na turnajích typu Challenger zaznamenal 18 finálových vítězství (11× zvítězil ve dvouhře a 7× ve čtyřhře). Jeho nejvyšším umístěním na žebříčku ATP ve dvouhře bylo 56. místo (14. září 2009) a ve čtyřhře 102. místo (5. prosinec 2005).

## Finálové účasti na turnajích ATP World Tour (0)
Žádného finále na ATP se neúčastnil.

## Tituly na turnajích ATP Challenger Tour (18)

### Dvouhra (11)
| Č.  | Datum              | Turnaj    | Povrch | Soupeř ve finále    | Výsledek         |
| 1.  | 7. září, 2003      | Gramado   | tvrdý  | José de Armas       | 7-5, 7-5         |
| 2.  | 24. červenec, 2005 | Bogotá 2  | antuka | Jean-Julien Rojer   | 6-4, 6-4         |
| 3.  | 23. říjen, 2005    | Bogotá 3  | antuka | Daniel Köllerer     | 6-2, 6-3         |
| 4.  | 13. listopad, 2005 | Guayaquil | antuka | Flávio Saretta      | 6-2, 1-6, 6-0    |
| 5.  | 21. říjen, 2007    | Bogotá 3  | antuka | Santiago Giraldo    | 7-6(3), 6-4      |
| 6.  | 9. březen, 2008    | Bogotá    | antuka | Iván Navarro Pastor | 6-3, 1-6, 6-3    |
| 7.  | 21. září, 2008     | Cali      | antuka | Leonardo Mayer      | 6-2 skreč        |
| 8.  | 28. září, 2008     | Bogotá 3  | antuka | Horacio Zeballos    | 6-4, 4-6, 6-4    |
| 9.  | 22. březen, 2009   | Marrákeš  | antuka | Lamine Ouahab       | 4-6, 7-5, 6-2    |
| 10. | 17. květen, 2009   | Záhřeb    | antuka | Olivier Rochus      | 6-3, 6-4         |
| 11. | 19. červenec, 2009 | Bogotá    | antuka | Horacio Zeballos    | 4-6, 7-6(5), 6-4 |

### Čtyřhra (7)
| Č. | Datum           | Turnaj         | Povrch | Partner           | Soupeř ve finále                      | Výsledek         |
| 1. | 3. srpen, 2003  | Belo Horizonte | tvrdý  | Alexandre Simoni  | Kentaro Masuda Takahiro Terači        | 6-4, 6-2         |
| 2. | 7. září, 2003   | Gramado        | tvrdý  | Alexandre Simoni  | Santiago González Alejandro Hernández | 7-6(5), 6-4      |
| 3. | 15. srpen, 2004 | Manta          | tvrdý  | Santiago González | Eric Nunez Jimy Szymanski             | 3-6, 6-2, 7-6(5) |
| 4. | 24. duben, 2005 | Bogotá         | antuka | Santiago González | Goran Dragicevic Mirko Pehar          | 7-6(4), 6-3      |
| 5. | 17. září, 2005  | Sevilla        | antuka | Fernando Vicente  | Flavio Cipolla Alessandro Motti       | 6-2, 6-7(1), 7-5 |
| 6. | 23. říjen, 2005 | Bogotá 3       | antuka | Santiago González | Frederico Gil Marcelo Melo            | 6-2, 7-5         |
| 7. | 14. říjen, 2007 | Quito          | antuka | Brian Dabul       | Hugo Armando Ricardo Mello            | 4-6, 7-5, 10-7   |

## Davisův pohár
Marcos Daniel se zúčastnil 4 zápasů v Davisově poháru  za tým Brazílie s bilancí 3-2 ve dvouhře a 1-0 ve čtyřhře.

## Postavení na žebříčku ATP na konci sezóny

### Dvouhra
| Rok    | 1995 | 1996   | 1997   | 1998   | 1999   | 2000   | 2001   | 2002   | 2003   | 2004   | 2005  | 2006   | 2007   | 2008  | 2009  |
| Pořadí | 843. | ▲ 392. | ▲ 325. | ▼ 629. | ▲ 356. | ▼ 517. | ▲ 190. | ▼ 230. | ▲ 166. | ▼ 263. | ▲ 96. | ▼ 168. | ▲ 123. | ▲ 79. | ▼ 87. |

### Čtyřhra
| Rok    | 1995 | 1996   | 1997   | 1998   | 1999   | 2000   | 2001   | 2002   | 2003   | 2004   | 2005   | 2006   | 2007   | 2008   | 2009   |
| Pořadí | 858. | ▲ 457. | ▼ 717. | ▲ 658. | ▲ 595. | ▼ 652. | ▲ 234. | ▼ 237. | ▲ 184. | ▼ 191. | ▲ 104. | ▼ 271. | ▼ 315. | ▲ 142. | ▼ 350. |